# Женска рукометна репрезентација Швајцарске
Женска рукометна репрезентација Швајцарске у организацији Рукометног савеза Швајцарске представља Швајцарску у рукомету на свим значајнијим светским и континенталним такмичењима.

## Успеси репрезентације

### Наступи наОлимпијским играма
- До сада нису учествовали ни на једном Олимпијском турниру у рукомету за жене.

### Наступи наСветским првенствима
- До сада нису учествовали ни на једном Светском првенству у рукомету за жене.

### Наступи наЕвропским првенствима
| Европско првенство                             | Фаза / Позиција       | Фаза / Позиција       | ИГ                    | П                     | Н                     | И                     | ГД                    | ГП                    | ГР                    |
| ---------------------------------------------- | --------------------- | --------------------- | --------------------- | --------------------- | --------------------- | --------------------- | --------------------- | --------------------- | --------------------- |
| 1994 - 2020.                                   | Није се квалификовала | Није се квалификовала | Није се квалификовала | Није се квалификовала | Није се квалификовала | Није се квалификовала | Није се квалификовала | Није се квалификовала | Није се квалификовала |
| / Словенија/Црна Гора/Северна Македонија 2022. | Први круг             | 14. место             | 3                     | 0                     | 1                     | 2                     | 75                    | 97                    | -22                   |
| Укупно                                         | 1/15                  |                       | 3                     | 0                     | 1                     | 2                     | 75                    | 97                    | -22                   |